# Cidade Nova
Cidade Nova – stacja metra w Rio de Janeiro, na linii 2. Zlokalizowana jest pomiędzy stacjami Central i São Cristóvão. Została otwarta 1 listopada 2010.